# Розанов, Владимир Николаевич (хирург)
Влади́мир Никола́евич Ро́занов (4 [16] февраля 1872, Москва — 16 октября 1934, там же) — российский хирург. В 1921 г. оперировал И. В. Сталина; в 1922 г. оперировал В. И. Ленина.
Главный врач Кремлёвской больницы (с 1929).
Герой Труда (1923).

## Биография
- Окончил медицинский факультет Московского университета (1896).
- В 1910 году организовал и возглавил хирургическое отделение в Солдатенковской больнице в Москве (ныне больница им. С. П. Боткина).
- По его инициативе в 1915 году была открыта первая протезная мастерская, выросшая впоследствии в первый протезный завод в России (Первый российский протезный завод Металлист)
- 23 апреля 1922 года оперировал[3] В. И. Ленина, извлек пули, оставшиеся после покушения на его жизнь, произошедшего 30 августа 1918 года.

Из биографической хроники В. И. Ленина, 1922 г., апрель, 23

Ленин приезжает в Солдатенковскую больницу (Ходынское поле, дом 3). В 12 час. немецкий профессор Ю.Борхардт и старший врач хирургического отделения В. Н. Розанов в качестве ассистента в присутствии главного врача больницы В. И. Соколова, Наркома здравоохранения Н. А. Семашко и докторов Е. Д. Рамонова и Я. Р. Гольденберга производят Ленину операцию по извлечению пули, оставшейся после ранения в 1918 году…
«23 апреля 1922 г. в 12 часов дня профессором Борхардтом при ассистенции В. Н. Розанова в присутствии главного врача больницы В. И. Соколова, Народного Комиссара Здравоохранения Н. А. Семашко и д-ров Е. Д. Рамонова и Я. Р. Гольденберга Председателю Совета Народных Комиссаров В. И. Ленину произведена операция…»
медицинский бюллетень Н. А. Семашко и В. Н. Розанова.
- 29 октября 1925 г. оперировал народного комиссара по военным и морским делам СССР, председателя Реввоенсовета СССР М. В. Фрунзе по поводу язвы желудка. Операция прошла неудачно, Фрунзе скончался 31 октября.
- Организатор (1927 г.) курсов усовершенствования врачей по хирургии.
- С 1929 года — заведующий хирургическим отделением Кремлёвской больницы.
- С 1931 г. заведующий кафедрой хирургии в центральном институте усовершенствования врачей[5].

### Труды
Основные труды посвящены брюшной и черепно-мозговой хирургии, оперативному лечению заболеваний эндокринной системы и почек; вопросам ортопедии, организации здравоохранения.
Также экспериментировал в области трансплантологии.

### Награды
- Имя Розанова присвоено (в 1925) 10-му корпусу больницы им. С. П. Боткина.
- Награждён орденом Ленина (1933)[6].
- Имя Розанова носит (с 1937) Пушкинская районная больница Московской области[7].

## Киновоплощение
1969 — «Штрихи к портрету В. И. Ленина». Фильм 3-й «Воздух Совнаркома». В роли Владимира Розанова — Иван Соловьёв